# 西目屋村立西目屋中学校
西目屋村立西目屋中学校（にしめやそんりつ にしめやちゅうがっこう）は、青森県中津軽郡西目屋村にあった公立中学校。略称は西中（にしちゅう）。

## 概要
西目屋村で唯一の中学校であった。世界自然遺産に登録されている白神山地に関して総合的な学習の時間に学ぶ「白神学習」などの取り組みが特徴であった。

## 沿革
- 1947年（昭和22年）
  - 4月1日 - 村立西目屋小学校の校舎を間借りして開校[1][3]。
  - 4月21日 - 開校式を挙行[3]。
  - 12月27日 - 校歌を制定[1]。
- 1948年（昭和23年）2月28日 - 東奥義塾高等学校教師の橋本良雄が図案した帽章を制定[1]。
- 1950年（昭和25年）12月7日 - 新校舎落成式を挙行[1]。
- 1951年（昭和26年）9月7日 - 校舎を増築[1]。
- 1957年（昭和32年）11月23日 - 校旗を樹立[3]。
- 1960年（昭和35年）12月25日 - 体育館落成式を挙行[3]。
- 1963年（昭和38年）11月13日 - 給食を開始[1]。
- 1970年（昭和45年）2月1日 - 村市学区と大秋学区を対象にスクールバスを運行開始（登校時のみ）[1]。
- 1972年（昭和47年）4月1日 - 村立砂子瀬中学校と統合し、新制の西目屋中学校として発足[1]。旧砂子瀬中学校を砂子瀬校舎、当校を田代校舎に移行[3][1]。
- 1973年（昭和48年）10月 - 新校舎を落成[4]。
- 1974年（昭和49年）
  - 3月 - 体育館を落成[4]。
  - 4月1日 - 実質統合[1]。
  - 6月13日 - 新校舎落成式を挙行[1]。
- 1975年（昭和50年）10月12日 - 体育館のギャラリーと用具室を焼失[1]。
- 1999年（平成11年）
  - 12月20日 - 屋体クラブハウスと体育館を補強改修[1]。
  - 12月24日 - 校舎を大規模改修[5][1]。
- 2011年（平成23年）7月 - 西目屋村は隣接する弘前市に対し、中学校教育事務委託の申し出を行う[6]。
- 2012年（平成24年）5月 - 西目屋村と弘前市の両首長は、中学校教育事務委託に基本合意する[6]。
- 2014年（平成26年）10月3日 - 中学校教育事務委託に関する調印式が執り行われ、中学校事務委託が成立[1]。
- 2015年（平成27年）
  - 3月13日 - 最後の卒業式を挙行。卒業生は12人だった[1]。
  - 3月31日 - 43年の幕を下ろして閉校。県内初の教育事務委託により、4月から弘前市の東目屋中学校に実質的に統合[7][1]。この閉校で、西目屋村内のみならず、中津軽郡内からも中学校が消滅した。

## 学区
西目屋村の全域を学区としていた。